# Pelion Range
Die Pelion Range ist ein Gebirge im Zentrum des australischen Bundesstaates Tasmanien. Es liegt im Zentrum des Cradle-Mountain-Lake-St.-Clair-Nationalparks.

## Namensgebung
Der Gebirgszug wurde nach dem Pilion (engl.: Pelion) in Griechenland benannt.

## Details
Der Overland Track durchquert das Gebirge in der Pelion Gap. Von ihm aus sind viele Gipfel der höchsten Berge Tasmaniens erreichbar, z. B. Mount Ossa, der höchste Berg Tasmaniens, Mount Pelion East an Nr. 16 der Höhenrangliste und Mount Pelion West an Nr. 3 der Höhenrangliste.
Das Gebirge ist hauptsächlich aus Diabas aufgebaut, der in der Jurazeit entstand.